# Carlos Torre
Carlos Torre Repetto (Mérida, 23 de novembro de 1905 – Mérida, 19 de março de 1978) foi um enxadrista GM mexicano. Um dos maiores jogadores de sua época, estimado como o oitavo melhor do mundo em sua atividade, disputando e vencendo uma partida contra o ex-campeão do mundo Emanuel Lasker, originando um tema tático no jogo, o "Moinho de vento". Originou também a abertura denominada "Ataque Torre".